# گردشگری در لسوتو
گردشگری یکی از صنایع در حال رشد در کشور لسوتو است. در سال ۲۰۱۳، سهم گردشگری و سفر از تولید ناخالص داخلی این کشور حدود ۵٫۵٪ بود و پیش‌بینی می‌شود که این رقم تا سال ۲۰۲۴ به ۶٫۱٪ برسد. این بخش در سال ۲۰۱۳ برای حدود ۲۵٬۰۰۰ نفر اشتغال‌زایی کرده‌است که معادل ۴٫۶٪ از کل اشتغال ملی می‌باشد.بیش از ۹۰٪ از بازدیدکنندگان لسوتو را ساکنان آفریقای جنوبی، که این کشور را به‌طور کامل احاطه کرده‌اند، تشکیل می‌دهند. بسیاری از این سفرها با هدف دیدار دوستان و خانواده صورت می‌گیرد.فعالیت‌های فضای باز مانند کوهنوردی، اسب‌سواری، اسکی و مسیرهای آفرود با خودروهای چهارچرخ محرک از جاذبه‌های اصلی گردشگری این کشور به‌شمار می‌آیند. پیست اسکی آفری‌اسکی در فصل زمستان فعال است.ورود گردشگران به کشور عمدتاً از طریق فرودگاه بین‌المللی موشویشوی آی و گذرگاه‌های زمینی مرزهای ماسرو و ماپوتسو انجام می‌شود.نظارت بر صنعت گردشگری کشور بر عهدهٔ وزارت گردشگری، محیط زیست و فرهنگ مستقر در پایتخت، ماسرو است.

## ورود گردشگران بر پایه کشور
بر پایه آمار، بیشترین تعداد گردشگران ورودی به لسوتو از کشورهای زیر بوده‌اند:
| کشور                | ۲۰۱۷      | ۲۰۱۶      | ۲۰۱۵      | ۲۰۱۴      |
| ------------------- | --------- | --------- | --------- | --------- |
| آفریقای جنوبی       | ۱٬۰۰۹٬۸۵۶ | ۱٬۰۸۱٬۲۲۷ | ۹۷۰٬۲۹۲   | ۹۶۸٬۷۴۲   |
| زیمبابوه            | ۲۰٬۹۹۱    | ۲۰٬۸۳۵    | ۲۰٬۹۹۵    | ۲۰٬۵۲۳    |
| هلند                | ۹٬۲۷۵     | ۷٬۸۵۶     | ۶٬۲۲۳     | ۴٬۴۵۴     |
| آلمان               | ۸٬۹۱۳     | ۷٬۹۵۵     | ۵٬۹۵۱     | ۳٬۷۴۶     |
| ایالات متحده آمریکا | ۸٬۵۸۹     | ۱۰٬۰۲۶    | ۹٬۶۹۴     | ۸٬۷۹۸     |
| چین                 | ۷٬۸۳۰     | ۶٬۸۷۸     | ۸٬۰۹۵     | ۹٬۶۳۰     |
| بوتسوانا            | ۷٬۵۱۳     | ۸٬۹۷۲     | ۶٬۷۱۲     | ۶٬۹۴۲     |
| بریتانیا            | ۵٬۵۵۴     | ۴٬۹۷۰     | ۶٬۴۳۶     | ۶٬۱۲۸     |
| هند                 | ۴٬۷۴۵     | ۴٬۳۸۹     | ۳٬۶۳۹     | ۴٬۶۱۹     |
| اسواتینی            | ۳٬۹۳۰     | ۵٬۰۰۶     | ۴٬۶۲۷     | ۳٬۷۱۶     |
| جمع کل              | ۱٬۱۳۷٬۱۶۶ | ۱٬۱۹۶٬۲۱۴ | ۱٬۰۸۲٬۴۰۳ | ۱٬۰۷۸٬۵۱۰ |